# Phái bộ ngoại giao
Phái bộ ngoại giao là một nhóm người đến từ một quốc gia hoặc một tổ chức quốc tế hiện diện tại một quốc gia khác để đại diện cho quốc gia/tổ chức của mình. Trong thực tế, phái bộ ngoại giao thường có nghĩa là một phái bộ thường trú, cụ thể là có một văn phòng đại diện ngoại giao tại thủ đô hoặc các thành phố khác. Cùng với việc là đại diện tại quốc gia mà nó đặt văn phòng, các văn phòng đại diện ngoại giao còn có thể kiêm nhiệm làm đại diện không thường trực tại một nước hoặc một nhóm nước khác. Do đó có các đại sứ quán thường trú và không thường trú.
Tổng lãnh sự quán của một nước là nơi cấp thị thực cho người dân tại quốc gia đặt lãnh sự quán, khi họ có dự định cư trú tại nước chủ quản của lãnh sự quán cũng như cho những người thuộc các quốc tịch bắt buộc phải có thị thực nhập cảnh khi đến nước đó. Lãnh sự quán chịu sự quản lý trực tiếp từ các Đại sứ thuộc Đại sứ quán.

## Vị trí & chức năng
- Cho tiện việc ngoại giao giữa hai nước, Đại sứ quán luôn đặt trụ sở tại thủ đô nước bạn[5]. Ngoài ra do các yếu tố khách quan nên thành lập thêm Lãnh sự quán có văn phòng đại diện tại các thành phố lớn của nước bạn.
- Đại sứ quán và Lãnh sự quán có công việc giống nhau, nhưng Lãnh sự quán chịu sự quản lý từ Đại sứ quán. Đại sứ quán chịu trách nhiệm trực tiếp trước Bộ trưởng Ngoại giao và Thủ tướng hay Nguyên thủ Quốc gia của nước mình[6].